# 2016年リオデジャネイロオリンピックのモンゴル選手団
2016年リオデジャネイロオリンピックのモンゴル選手団（2016ねんリオデジャネイロオリンピックのモンゴルせんしゅだん）は、2016年8月5日から8月21日にかけてブラジルのリオデジャネイロで開催された2016年リオデジャネイロオリンピックのモンゴル選手団、およびその競技結果。

## 概要
今大会は銀メダル1個、銅メダル1個の合計2個のメダルを獲得した。
レスリング男子フリースタイル65kg級3位決定戦では、マンダフナラン・ガンゾリグがウズベキスタンのイフティヨル・ナブルゾフに7-6でリードし勝ちを確信したガンゾリグが終了間際に逃げ回りガッツポーズも行ったためペナルティーが与えられ7-7の同点、最終的に警告数の数でガンゾリグの逆転負けとなった。これにモンゴルコーチ陣が抗議し、パンツ一丁となる事件が起こった。

## 選手団
- 人員：309人
- 開会式旗手：バトトルガ・テムーレン

## メダル獲得者
| メダル | 名前                           | 競技       | 種目         | 日付    |
| ------ | ------------------------------ | ---------- | ------------ | ------- |
| 銀     | ドルジスレン・スミヤ           | 柔道       | 女子57kg級   | 8月9日  |
| 銅     | オトゴンダライ・ドルジニャンブ | ボクシング | 男子ライト級 | 8月15日 |

## 種目別選手・スタッフ名簿及び成績

### アーチェリー
- ガントグス・ジャンツァン（男子個人）1回戦敗退

### ウエイトリフティング
- チャグナードルジ・ウスフバータル（男子56kg) 失格
- アンフツェツェグ・ムンフジャンツァン（女子69kg級）7位

#### 競泳
- バネツァイハン・ドルゴン（男子50ｍ自由形）予選敗退
- エスイ・バヤル（女子50ｍ自由形）予選敗退

### 射撃
- グンデグマー・オトリャッド
  - （女子エアピストル）予選敗退
  - （女子25ｍピストル精密射撃）35位
  - （女子25ｍピストル速射射撃）12位
- ナンディンザヤ・ガンフヤグ
  - （女子エアライフル）予選敗退
  - （女子ライフル3姿勢）予選敗退
- ムンフズル・ツォグバトラフ
  - （女子エアピストル）予選敗退
  - （女子25ｍピストル精密射撃）19位
  - （女子25ｍピストル速射射撃）11位

### 柔道
- Dovdon Altansukh
- ダグバスレン・ニヤムスレン
- ツェンドオチル・ツォグトバータル（男子60kg級）3回戦敗退
- ダワードルジ・トゥムルフレグ（男子66kg級）敗者復活戦敗退
- オドバヤル・ガンバータル（男子73kg級）3回戦敗退
- ウーガンバータル・オトゴンバータル（男子81kg）2回戦敗退
- オトゴンバータル・ラクバスレン（男子90kg級）敗者復活戦敗退
- ナイダン・ツブシンバヤル（男子100kg級）2回戦敗退
- バトトルガ・テムーレン（男子100kg超級）1回戦敗退
- ムングンチメグ・バルドルジ
- ムンフバット・ウランツェツェグ（女子48kg級）敗者復活戦敗退
- ツォルモン・アディヤサンブー（女子52kg級）2回戦敗退
- ドルジスレン・スミヤ（女子57kg級） 銀メダル
- ツェデブスレン・ムンフザヤ（女子63kg級）2回戦敗退
- ツェンドアユシュ・ナランジャルガル（女子70kg級）1回戦敗退
- プレブジャルガル・ルハムデグド（女子78kg級）1回戦敗退

### テコンドー
- テムージン・プレブジャブ（男子68kg級）準々決勝敗退

### ボクシング
- ツェンバータル・エルデネバト（男子バンタム級）準々決勝敗退
- ガン エルデネ・ガンフヤグ（男子ライトフライ級）2回戦敗退
- オトゴンダライ・ドルジニャンブ（男子ライト級） 銅メダル
- チンゾリグ・バータルスフ（男子ライトウェルター級）2回戦敗退
- エンフ アマル・ハルフー（男子フライ級）1回戦敗退
- トゥブシンバト・ビャンバ（男子ウェルター級）2回戦敗退

### 陸上競技
- セルオド・バトオチル（男子マラソン）92位
- ガントルガ・ダンバダルジャー（男子マラソン）107位
- ビャンバジャブ・ツェベンラワダン（男子マラソン）130位
- ムンフザヤ・バヤルツォグト（女子マラソン）72位
- オトゴンバヤル・ルブサンルンデグ（女子マラソン）85位

### レスリング
- ベフバヤル・エルデネバト（男子フリースタイル57kg級）予備戦敗退
- マンダフナラン・ガンゾリグ（男子フリースタイル65kg級）敗者復活戦敗退
- ウヌルバト・プレブジャブ（男子フリースタイル74kg級）1回戦敗退
- ウイトゥメン・オルゴドル（男子フリースタイル86kg級）予備戦敗退
- クデルブルガ・ドルジカンド（男子フリースタイル97kg級）1回戦敗退
- チョローンバト・ジャルガルサイハン（男子フリースタイル125kg級）敗者復活2回戦敗退
- スミヤ・エルデンネチメグ（女子53kg級）1回戦敗退
- ナサンブルマー・オチルバト（女子69kg級）敗者復活2回戦敗退
- バトツェツェグ・ソロンゾンボルド（女子63kg級）準々決勝敗退
- オルホン・プレブドルジ（女子58kg級）敗者復活2回戦敗退